# Barbara Völzmann-Stickelbrock
Barbara Völzmann-Stickelbrock (* 23. Mai 1965 in Nettetal-Breyell) ist eine deutsche Rechtswissenschaftlerin.

## Leben
Völzmann-Stickelbrock erwarb 1984 die Allgemeine Hochschulreife an der Liebfrauenschule Mülhausen. Von 1985 bis 1988 studierte sie an der Fachhochschule für Rechtspflege Nordrhein-Westfalen in Bad Münstereifel und war anschließend als Rechtspflegerin beim Amtsgericht Krefeld tätig. Von 1989 bis 1992 absolvierte sie ein rechtswissenschaftliches Studium an der Universität zu Köln. Nach dem Ersten juristischen Staatsexamen war sie ab dem 1. November 1992 Referendarin im Bezirk des Oberlandesgerichts Düsseldorf. Das Zweite juristische Staatsexamen legte sie 1994 mit vollbefriedigend ab.
Am 1. Januar 1993 nahm sie eine Tätigkeit als wissenschaftliche Mitarbeiterin am Institut für Verfahrensrecht der Universität Köln auf. An diesem Institut war sie ab 1. Oktober 1996 wissenschaftliche Assistentin. 1996 wurde sie an der Universität Köln promoviert. Das Thema ihrer Doktorarbeit lautete „Die Kollision von Prozeßmaximen im Scheidungsverbundverfahren“.
Völzmann-Stickelbrock habilitierte sich am 19. Juli 2001 an der Universität zu Köln. Das Thema der Habilitationsschrift lautete „Inhalt und Grenzen richterlichen Ermessens im Zivilprozeß“. Die erteilte Lehrberechtigung erstreckte sich auf Bürgerliches Recht, Zivilprozessrecht mit freiwilliger Gerichtsbarkeit, gewerblichen Rechtsschutz und Urheberrecht.
Von 2001 bis 2003 wurden Barbara Völzmann-Stickelbrock Lehrstuhlvertretungen an den Universitäten München, Passau und Bielefeld übertragen. Am 24. Januar 2003 wurde sie zur C-3-Professorin an der Universität Bielefeld ernannt. Seit dem 1. Oktober 2004 ist sie C-4-Professorin an der Fernuniversität in Hagen.
Forschungsschwerpunkte von Barbara Völzmann-Stickelbrock sind insbesondere das Zivilprozessrecht, das Zwangsvollstreckungsrecht und das Insolvenzrecht. Zu diesen Themen liegen zahlreiche Veröffentlichungen vor.
Neben ihrer wissenschaftlichen Lehr- und Forschungstätigkeit widmet sich Barbara Völzmann-Stickelbrock in Vorträgen dem Spannungsverhältnis von Recht und Gesellschaft. Themen sind hier u. a. das Gesetz zur Verbesserung des zivilgerichtlichen Schutzes bei Gewalttaten und Nachstellungen (GewSchG) und die Themenbereiche Stalking und häusliche Gewalt. Ein weiterer Arbeits- und Tätigkeitsschwerpunkt ist die Vereinheitlichung der Studienabschlüsse im Rahmen des Bologna-Prozesses. Barbara Völzmann-Stickelbrock ist zugleich Bologna-Beauftragte der Rechtswissenschaftlichen Fakultät der Fernuniversität Hagen.

## Werke (Auswahl)
- Die Kollision von Prozeßmaximen im Scheidungsverbundverfahren. Heymanns Verlag, Köln / Berlin / Bonn / München 1996 (zugl. Dissertation, Köln 1996); ISBN 978-3452235503
- Inhalt und Grenzen richterlichen Ermessens im Zivilprozeß. Verlag Dr. Otto Schmidt, Köln 2002 (zugl. Habilitations-Schrift, Köln 2001); ISBN 978-3504470760
- mit Hanns Prütting: Zwangsvollstreckungsrecht. Reihe: Rechtswissenschaft heute. Boorberg, 2002; ISBN 978-3415030640
- Güterrecht. Berliner Wissenschafts-Verlag, Berlin 2008; ISBN 978-3830513070
- Urheberrecht. Berliner Wissenschafts-Verlag, Berlin 2009